# مگس‌گیر اقیانوسی
مگس‌گیر اقیانوسی (نام علمی: Myiagra oceanica) نام یک گونه از سرده مگس‌گیرهای نوک‌پهن است.